# Banjiehe
Banjiehe (kinesiska: 半截河, 半截河乡) är en socken i Kina. Den ligger i provinsen Henan, i den centrala delen av landet, omkring 84 kilometer söder om provinshuvudstaden Zhengzhou.
Genomsnittlig årsnederbörd är 847 millimeter. Den regnigaste månaden är september, med i genomsnitt 154 mm nederbörd, och den torraste är januari, med 6 mm nederbörd.